# Syndicate (jeu vidéo, 1993)
Syndicate est un jeu vidéo de tactique en temps réel développé par Bullfrog Productions et édité par Electronic Arts en 1993 sur Amiga et MS-DOS. Il propose un univers futuriste à l'ambiance cyberpunk. Ce jeu a eu une extension, Syndicate: American Revolt, et a été porté sur diverses consoles de jeu.

## Description
Le joueur est à la tête d'une organisation criminelle, un « syndicat du crime », souhaitant faire main basse sur le monde.
Le joueur doit accomplir un ensemble de missions sans se préoccuper de la morale : espionnage industriel, meurtre, sabotage de matériel et enlèvement (avec un équipement appelé « persuadatron », qui sert à capturer des personnes importantes, notamment des scientifiques).
Le joueur possède à cet effet une équipe d'agents qu'il doit adapter et perfectionner pour accomplir les divers objectifs. Les hommes qui composent l'équipe du joueur sont en fait des cyborgs, des hommes que l'on a assassinés dans la rue et dont on a pris les corps pour les transformer en soldats sans âme, totalement dévoués et programmés pour leur nouvelle mission.
Le but du jeu est de devenir le Syndicat numéro un dans le monde, en éliminant tous ses ennemis ainsi que les syndicats rivaux.

## Système de jeu
Le jeu se déroule en deux temps :
- Une première phase de gestion :

face à un pupitre, le joueur sélectionne les recherches technologiques disponibles (recherche sur les armes — qui vont du fusil à pompe au minigun, voire le fusil à plasma —, et la recherche sur de nouveaux équipements).
Il est possible de gérer des implants cybernétiques de ses hommes. On peut remplacer certaines parties du corps pour les rendre plus efficaces : par exemple, on peut remplacer les bras pour des versions plus puissantes (port de charge augmenté), mettre une armure corporelle, changer les yeux afin d'avoir une meilleure visée, etc. Il est même possible d'accroitre les capacités du cerveau, afin de rendre ses cyborgs plus autonomes et réactifs en mission.
Il ne reste plus qu'à équiper son groupe de quatre cyborgs avant de sélectionner une nouvelle mission. Chaque mission réussie rapporte une somme d'argent, qui peut être réinvestie dans l'achat de matériel ou bien pour financer de nouvelles recherches scientifiques ;
- la deuxième phase consiste à réaliser une mission. L'aire de jeu est représentée en vue isométrique (en fausse trois dimensions). Ce mode de jeu a inspiré en particulier Cannon Fodder[réf. nécessaire].

## Exploitation

### Accueil
| Syndicate   |      |       |
| Média       | Pays | Notes |
| Amiga Power | GB   | 91 %  |
| CU Amiga    | GB   | 94 %  |
| Gen4        | FR   | 94 %  |
| Joystick    | FR   | 90 %  |

### Portages sur d'autres supports
- 1994 - 3DO, Mega Drive, PC-98, Super Nintendo
- 1995 - Amiga CD32

## La série
- 1993 - Syndicate
- 1994 - Syndicate: American Revolt (extension)
- 1996 - Syndicate Wars
- 2012 - Syndicate